# Brommer (insect)
De brommer (Stenobothrus nigromaculatus) is een rechtvleugelig insect uit de familie veldsprinkhanen (Acrididae), onderfamilie Gomphocerinae.

## Kenmerken
De kleur van de kop, het halsschild en de vleugels is groen, het achterlichaam en de poten zijn bruin. De randen van het halsschild zijn licht gekleurd en naar elkaar toe gebogen. Mannetjes bereiken een lengte van 13 tot 18 millimeter, de vrouwtjes zijn 18 tot 25 mm lang.

## Verspreiding
De brommer komt voor in zuidelijk Europa, en ontbreekt in de Benelux. In Frankrijk zijn enkele zeer geïsoleerde populaties. In delen van Duitsland is de soort uitgestorven. De habitat bestaat uit zeer droge, vaak rotsige, graslanden.

## Levenswijze
De brommer is als volwassen insect te zien van juli tot september en is vooral actief tussen negen uur in de ochtend en zeven uur in de avond. Het geluid bestaat uit een ongeveer twee seconden durend, aanzwellend ratelende roep, dat wordt herhaald. Het is tot een afstand van 10 meter te horen, mannetjes zingen alleen bij zonnig weer.